# Бошкович, Тияна
Тияна Бошкович (серб. Тијана Бошковић; 8 марта 1997, Требине, Босния и Герцеговина) — сербская волейболистка, диагональная нападающая. Двукратная чемпионка мира (2018, 2022), серебряный (2016) и бронзовый (2020) призёр Олимпийских игр, двукратная чемпионка Европы (2017, 2019).

## Биография
Тияна Бошкович родилась и начала заниматься волейболом в городе Требине (Республика Сербская, Босния и Герцеговина). В возрасте 10 лет переехала с семьёй в город Билеча и вошла в молодёжный состав местного женского волейбольного клуба «Херцеговац». В 2010 году пробилась в основной состав команды и в течение одного сезона выступала в чемпионате Боснии и Герцеговины. В следующем году переехала в Сербию и в 2011—2015 годов играла за команду «Визура»/«Партизан-Визура» из Белграда и со временем приняла сербское гражданство. Дважды выигрывала «золото» чемпионата Сербии.
В 2014 в составе молодёжной сборной Сербии стала чемпионкой Европы и была признана лучшим игроком первенства. В том же году дебютировала уже в национальной сборной Сербии на чемпионате мира в Италии.
В 2015 году Бошкович перешла в турецкий «Эджзаджибаши». В том же году волейболистка добилась первого серьёзного успеха на взрослом международном уровне, выиграв в составе сборной Сербии серебряные награды на Кубке мира, а затем бронзовые медали на чемпионате Европы. В 2016 на Олимпийских играх в Рио-де-Жанейро сербская сборная с Бошкович в составе дошла до финала, где уступила команде Китая. В 2017 континентальное первенство завершилось убедительной победой национальной команды Сербии, а Бошкович была признана лучшим игроком (MVP). Подобного рода триумф для сербской волейболистки и её сборной повторился и на чемпионатах мира 2018 и 2022 — командное «золото» и титул лучшего игрока для лидера атак своей команды — Тияны Бошкович.
В составе «Эджзаджибаши» Бошкович трижды становилась призёром чемпионата Турции, чемпионкой мира среди клубов и обладателем Кубка ЕКВ. В 2025 году, после 10 сезонов в «Эджзаджибаши», перешла в другую турецкую команду — «Вакыфбанк».

### Клубная карьера
- 2010—2011 —  «Поштар» (Зренянин);
- 2011—2012 —  «Визура» (Белград);
- 2012—2015 —  «Партизан-Визура»/«Визура» (Белград);
- 2015—2025 —  «Эджзаджибаши» (Стамбул);
- с 2025 —  «Вакыфбанк» (Стамбул).

## Достижения

### Со сборными Сербии
- серебряный (2016) и бронзовый (2020) призёр Олимпийских игр.
- двукратная чемпионка мира — 2018, 2022.
- серебряный призёр розыгрыша Кубка мира 2015.
- бронзовый призёр Гран-при 2017.
- двукратная чемпионка Европы — 2017, 2019;
  - двукратный серебряный (2021, 2023) и бронзовый (2015) призёр чемпионатов Европы.
- чемпионка Европы среди молодёжных команд 2014.

### С клубами
- двукратная чемпионка Сербии — 2014, 2015;
  - двукратный бронзовый призёр чемпионатов Сербии — 2012, 2013.
- победитель розыгрыша Кубка Сербии 2015;
  - двукратный серебряный призёр Кубка Сербии — 2013, 2014.
- двукратный обладатель Суперкубка Сербии — 2013, 2014.
- 4-кратный серебряный (2018, 2019, 2023, 2024) и 3-кратный бронзовый (2016, 2022, 2025) призёр чемпионатов Турции.
- победитель розыгрыша Кубка Турции 2019;
  - 3-кратный серебряный призёр Кубка Турции — 2018, 2024, 2025.
- двукратный обладатель Суперкубка Турции — 2018, 2020.

- двукратный победитель клубных чемпионатов мира — 2016, 2023;
  - двукратный бронзовый призёр чемпионатов мира среди клубных команд — 2018, 2022.
- серебряный (2023) и бронзовый (2017) призёр Лиги чемпионов ЕКВ.
- двукратный победитель розыгрышей Кубка Европейской конфедерации волейбола — 2018, 2022.

### Индивидуальные
- 2014: MVP молодёжного чемпионата Европы.
- 2016: MVP и лучшая диагональная нападающая клубного чемпионата мира.
- 2017: лучшая диагональная нападающая клубного чемпионата мира.
- 2017: лучшая диагональная нападающая Гран-при.
- 2017: MVP чемпионата Европы.
- 2018: лучшая диагональная нападающая клубного чемпионата мира.
- 2018: MVP чемпионата мира.
- 2019: MVP и лучшая диагональная нападающая чемпионата Европы.
- 2020: MVP Суперкубка Турции.
- 2022: MVP и лучшая диагональная нападающая чемпионата мира.
- 2023: MVP и лучшая диагональная нападающая клубного чемпионата мира.